# انداموکا، استرالیای جنوبی
انداموکا (به انگلیسی: Andamooka) یک شهرک در استرالیا است که در Outback Communities Authority واقع شده‌است.